# Masamitsu Kanemoto
Masamitsu Kanemoto (兼本 正光 Kanemoto Masamitsu?), född 17 oktober 1962 i Hyōgo prefektur, är en japansk före detta fotbollsspelare.
Kanemoto började sin karriär 1981 i Kawasaki Steel (Vissel Kobe). 1999 flyttade han till River Free Kickers (Fagiano Okayama). Han avslutade karriären 2004.